# Demotina flavicornis
Demotina flavicornis es una especie de insecto coleóptero de la familia Chrysomelidae.
Fue descrita científicamente en 1997 por Tan & Zhou in Zhou & Tan.